# Moorhufendorf
Das Moorhufendorf oder auch Fehndorf  oder Fehnkolonie ist wie auch die Begriffe Wald- und Marschhufendorf ein Unterbegriff zu Reihendorf. Die Besitzparzellen in einem Reihendorf und somit auch in einem Moorhufendorf sind direkt an die Höfe angeschlossen, die Besitzeinheiten sind gleich groß. Die Bebauung ist lückenlos, aber trotzdem locker. Leitlinien eines Moorhufendorfes sind Entwässerungsgräben.
Moorhufendörfer stellen eine Form der Moorkultivierung dar. Sie schließen sich an die Marschhufendörfer an oder entstanden in ehemaligen Urstromtälern.